# Аллен-Гейл, Люк
Люк Аллен-Гейл (англ. Luke Allen-Gale; род. 6 ноября 1984, Лондон, Великобритания) — английский актёр театра, кино и телевидения.

## Биография
Люк Аллен-Гейл родился 6 ноября 1984 года в Лондоне, столице Великобритании. Молодые годы будущего актёра прошли в небольшом городке Бридпорт в графстве Дорсет.  Обучался актёрскому мастерству в Центре драмы в Лондоне.
В 2013 году он появился в одной из сюжетных арок исторического сериала «Борджиа», а в 2014—2015 годах играл одну из центральных ролей в пост-апокалиптическом сериале «Доминион».
В 2019 году снялся в фильме «Doom: Аннигиляция» режиссёра Тони Джильо, экранизации серии компьютерных игр Doom.
В 2020—2022 годах Аллен-Гейл исполнял роль полицейского-химбо Брэда Де Вриза в детективном телесериале «Ван дер Валк». К разочарованию зрителей, его герой покинул сериал в третьем сезоне.

## Фильмография
| Год       |    | Русское название            | Оригинальное название                      | Роль                     |
| --------- | -- | --------------------------- | ------------------------------------------ | ------------------------ |
| 2008      | с  | Валландер                   | Wallander                                  | Роберт Модин             |
| 2009      | с  | Крод Мандун и огненный меч  | Kröd Mändoon and the Flaming Sword of Fire | лорд Родрик              |
| 2010      | мф | Ариэтти из страны лилипутов | Arrietty                                   | Спиллер (озвучивание)    |
| 2011      | с  | Убийства в Мидсомере        | Midsomer Murders                           | Дэйв                     |
| 2011      | ф  | Первый мститель             | Captain America: The First Avenger         | американский солдат      |
| 2011—2012 | с  | Монро                       | Monroe                                     | доктор Дэниел Спрингер   |
| 2013      | с  | Улица потрошителя           | Ripper Street                              | Иезекииль Брутон         |
| 2013      | с  | Индевор                     | Endeavour                                  | Дерек Кларк              |
| 2013      | с  | Борджиа                     | The Borgias                                | Федериго, король Неаполя |
| 2014—2015 | с  | Доминион                    | Dominion                                   | Уильям Уил               |
| 2016      | с  | Безбашенные                 | Crazyhead                                  | Сойер                    |
| 2017      | с  | Гений                       | Genius                                     | Эрвин Фройндлих          |
| 2019      | ф  | Doom: Аннигиляция           | Doom: Annihilation                         | доктор Беннетт Стоун     |
| 2020—2022 | с  | Ван дер Валк                | Van der Valk                               | Брэд Де Вриз             |
| 2023      | с  | Безмолвный свидетель        | Silent Witness                             | сержант Майк Лэнг        |
| 2024      | ф  | Пятый битл                  | Midas Man                                  | Сидни Бичер-Стивенс      |
| 2025      | с  | Отец Браун                  | Father Brown                               | доктор Александр Мэннинг |